# Szaban pekcsei király
Szaban (Saban) (? – ?) az ókori Pekcse (Baekje) állam hetedik királya volt, mindössze pár napig.

## Élete
Kuszu (Gusu) király elsőszülött fia volt, de nem az első királynétól, hanem egy alacsonyabb rendű házastárstól, ami miatt valószínűleg nem számított legitim örökösnek. Fiatalon került a trónra, így nem tudta pozícióját megvédeni, trónjától Koi (Goi) fosztotta meg. Sorsa ismeretlen, egyes feltételezések szerint meghalt a trónfosztás után nem sokkal. Ugyanakkor a japán Sinszen Sódzsiroku (新撰姓氏録) szerint Szaban (Saban) több Jamato-korabeli klán ősatyja volt, így az is elképzelhető, hogy Japánba távozott a trónfosztást követően.
A Szamguk szagi (Samguk sagi) szerint Koi (Goi) Szaban (Saban) nagybátyja volt, ez azonban az időtávokat figyelembe véve fizikailag lehetetlen, valószínű, hogy a feljegyzéseket azért módosították, hogy a trónfosztó királyi felmenőkkel „rendelkezhessen”. Ugyancsak vitatott Pirju (Biryu) helyzete, akit a feljegyzések Szaban (Saban) testvérének jelölnek meg, de időrendileg ez sem valószínűsíthető. Valószínűbb, hogy Pirju (Biryu) valójában Szaban (Saban) fiatalabb testvérének unokája lehetett.